# فيكرو ويبولت
فيكرو ويبولت (بالإنجليزية: Vickers Wibault)‏ هي طائرة مقاتلة أنتجت في بريطانيا. من صناعة فيكرز. كانت تستخدم بشكل أساسي من قبل تشيلي. كان أول طيران لها في 1926. دخلت الخدمة في 1926، انتهت خدمتها في 1934. صنع منها 26 طائرة.